# Scotland Tri-Nation Series 2019
Die Scotland Tri-Nation Series 2019 war ein Drei-Nationen-Turnier, das vom 14. bis zum 21. August 2019 in Schottland im One-Day Cricket ausgetragen wurde. Bei dem zur internationalen Cricket-Saison 2019 gehörenden Turnier nahmen neben dem Gastgeber die Mannschaften aus Oman und Papua-Neuguinea teil. Es war das erste Turnier im Rahmen der ICC Cricket World Cup League 2 2019–2022, die über dem ICC Cricket World Cup Qualifier 2022 einen Qualifikationsweg zum Cricket World Cup 2023 bildete. Schottland konnte den Wettbewerb mit einer besseren Net Run Rate gegenüber Oman gewinnen.

## Vorgeschichte
Schottland spielte vor dem Turnier zwei Heimtouren gegen Afghanistan und Sri Lanka, für Oman und Papua-Neuguinea ist es die erste Tour der Saison.

## Format
In einer Vorrunde spielte jede Mannschaft gegen jede zwei Mal. Für einen Sieg gab es zwei, für ein Unentschieden oder No Result einen Punkt.

## Stadien
Das folgende Stadion wurde für das Turnier ausgewählt.
| Stadion         | Stadt    | Kapazität | Spiele      |
| --------------- | -------- | --------- | ----------- |
| Mannofield Park | Aberdeen | 6.000     | alle Spiele |

## Kaderlisten
| ODI | ODI | ODI |
| Oman | Papua-Neuguinea | Schottland |
| --- | --- | --- |
| - Zeeshan Maqsood (K) - Jatinder Singh (VK) - Khawar Ali - Fayyaz Butt - Sandeep Goud - Aqib Ilyas - Aamir Kaleem - Kaleemullah - Bilal Khan - Suraj Kumar (wk) - Ajay Lalcheta - Mohammad Nadeem - Khurram Nawaz - Jay Odedra | - Assad Vala (K) - Charles Amini (VK) - Simon Atai - Sese Bau - Kiplin Doriga (wk) - Riley Hekure - Hiri Hiri - Nosaina Pokana - Damien Ravu - Lega Siaka - Chad Soper - Gaudi Toka - Tony Ura - Norman Vanua | - Kyle Coetzer (K) - Richie Berrington - Matthew Cross (wk) - Alasdair Evans - Michael Leask - Calum MacLeod - Gavin Main - George Munsey - Adrian Neill - Safyaan Sharif - Tom Sole - Hamza Tahir - Craig Wallace (wk) - Mark Watt |

## Spiele
Tabelle
| Teams           | Sp. | S | N | U | R | NR | Punkte | NRR    |
| --------------- | --- | - | - | - | - | -- | ------ | ------ |
| Schottland      | 4   | 3 | 1 | 0 | 0 | 0  | 6      | +0.556 |
| Oman            | 4   | 3 | 1 | 0 | 0 | 0  | 6      | −0.234 |
| Papua-Neuguinea | 4   | 0 | 4 | 0 | 0 | 0  | 0      | −0.329 |

Sieg: 2 Punkte; Remis: 1 Punkte
Spiele
| 14. August Scorecard | Aberdeen | Papua-Neuguinea 229-8 (50) | – | Oman 234-6 (49.1) |
|                      |          | Oman gewinnt mit 4 Wickets |   |                   |

| 15. August Scorecard | Aberdeen | Schottland 168 (44.5)      | – | Oman 169-2 (45.1) |
|                      |          | Oman gewinnt mit 8 Wickets |   |                   |

| 17. August Scorecard | Aberdeen | Papua-Neuguinea 205-9 (50)       | – | Schottland 207-7 (48.5) |
|                      |          | Schottland gewinnt mit 3 Wickets |   |                         |

| 18. August Scorecard | Aberdeen | Schottland 223-7 (50)          | – | Oman 138 (38.2) |
|                      |          | Schottland gewinnt mit 85 Runs |   |                 |

| 20. August Scorecard | Aberdeen | Schottland 242-7 (50)          | – | Papua-Neuguinea 204-9 (50) |
|                      |          | Schottland gewinnt mit 38 Runs |   |                            |

| 21. August Scorecard | Aberdeen | Papua-Neuguinea 206-9 (50) | – | Oman 207-6 (47.4) |
|                      |          | Oman gewinnt mit 4 Wickets |   |                   |